# Liste der Naturschutzgebiete in der Stadt Erlangen
In der Stadt Erlangen gibt es zwei Naturschutzgebiete. Zusammen nehmen sie eine Fläche von etwa 100 Hektar ein. Das Naturschutzgebiet Tennenloher Forst liegt nahe am Erlanger Ortsteil Tennenlohe, gehört aber zum Landkreis Erlangen-Höchstadt.
| Name                          | Bild | Kennung                   | Einzelheiten                                                                                    | Position | Fläche Hektar | Datum |
| ----------------------------- | ---- | ------------------------- | ----------------------------------------------------------------------------------------------- | -------- | ------------- | ----- |
| Brucker Lache                 |      | NSG-00199.01 WDPA: 162592 | Erlangen Feuchtwälder                                                                           | ⊙        | 114,17        | 1964  |
| Exerzierplatz                 |      | NSG-00578.01 WDPA: 318380 | Erlangen Wechsel von Sandmagerrasen, dichten Grasfluren, offenen Sandflächen und Gehölzgruppen. | ⊙        | 24,74         | 2000  |
| Legende für Naturschutzgebiet |      |                           |                                                                                                 |          |               |       |